# Serra d'Andia
La serra d'Andia (Andimendi en basc) és un altiplà amb suaus ondulacions situat a la regió de Navarra, que està limitat amb les valls d'Araquil i Ergoyena pel nord i la depressió d'Estella pel sud, Serra d'Urbasa per l'oest i amb la Conca de Pamplona per l'est. Juntament amb la serra d'Urbasa, forma des 1997 el Parc Natural Urbasa-Andia.
El cim més alt és el Beriain, de 1493 m.